# سیارک ۵۵۸۹۲
سیارک ۵۵۸۹۲ (به انگلیسی: 55892 Fuzhougezhi، نامگذاری:1997XQ5) پنجاه و پنج هزار و هشتصد و نود و دومین سیارک کشف شده‌است که در ۱ دسامبر ۱۹۹۷ کشف شد.